# نروژ (آیووا)
نروژ (به انگلیسی: Norway) شهری در ایالت آیووا کشور ایالات متحده آمریکا است که جمعیت آن در سرشماری سال ۲۰۱۰ میلادی، ۵۴۵ نفر بوده‌است.